# Robert Christison
Pour les articles homonymes, voir Christison.
Robert Christison, né le 18 juillet 1797 à Édimbourg et mort le 23 janvier 1882 dans la même ville, 1er baronnet, est un médecin et toxicologue écossais.

## Résumé biographique
Après l'obtention de son diplôme médical à l'université d'Édimbourg en 1819, il passe quelque temps à Londres, auprès de John Abernethy et de Sir William Lawrence, et à Paris, où il étudie la chimie analytique avec Pierre Jean Robiquet et la  toxicologie avec M. Orfila. En 1822 il revient à Édimbourg comme professeur de jurisprudence médicale, et s'efforce de donner à ce domaine d'études des bases solides. Il fait rapidement autorité dans le domaine des poisons et leur consacre un traité reconnu, publié en 1829. Au cours de ses recherches, il n'hésite pas à faire sur lui-même des expériences osées comme celle consistant à prendre de grandes quantités de fèves de Calabar qui entraînent une intoxication à la physostigmine. Ses résultats en jurisprudence médicale et en toxicologie lui valent en 1829 le poste d'officier médical de la couronne en Écosse. Jusqu'en 1866, il est cité en qualité de  témoin dans de nombreuses affaires criminelles.
En 1832 il abandonne la chaire de Jurisprudence médicale pour accepter celle de médecine et thérapeutique, qu'il garde jusqu'en 1877; à cette date il devient professeur de médecine clinique. Sa réputation de toxicologue et de juriste médical ainsi que ses travaux en pathologie rénale et sur les fièvres, lui assurent une importante clientèle privée. Il accède aux honneurs lorsqu'il est nommé médecin de la Reine Victoria en 1848 et reçoit le titre de baronnet en 1871. Parmi les livres qu'il a publiés, on trouve un traité sur la dégénérescence granulaire des reins (1839), et un Commentaire sur les Pharmacopées de Grande-Bretagne (1842).
Robert Christison, qui conserve une vigueur physique et une activité remarquables dans son grand âge, s'éteint à Édimbourg le 23 janvier 1882.